# Paulo Antônio Pereira Pinto
Paulo Antônio Pereira Pinto (* 28. Januar 1948 in Recife) ist ein ehemaliger brasilianischer Diplomat.

## Leben
Paulo Antônio Pereira Pinto ist der Sohn von Maria José Ney Pereira Pinto und José Paulo Pereira Pinto.
Pinto trat 1970 im Itamarity in den Beamtendienst ein und schloss 1973 sein Studium der Wirtschaftswissenschaft an der Universität Brasília ab.
Am 6. Februar 1976 wurde er zum Gesandtschaftssekretär dritter Klasse ernannt und als Assistent in der Abteilung amerikanische Staaten und als Geschäftsträger in Libreville eingesetzt. Ein Jahr später wurde er nach Maputo versetzt und am 21. Juni 1979 zum Gesandtschaftssekretär zweiter Klasse befördert. Noch im gleichen Jahr wurde Pinto zum Geschäftsträger in Pretoria und 1982 in Peking ernannt. Am 29. Juni 1984 erhielt er in Anerkennung seiner Leistungen die Beförderung zum  Gesandtschaftssekretär erster Klasse. Ein Jahr später  wurde er als Assessor in der Abteilung Asien und Ozeanien eingesetzt.
Weitere Stationen als Geschäftsträger waren ab 1986 in Kuala Lumpur, wo er auch in der Geschäftsführung des Comité Executivo da Associação dos Países Produtores de Estanho (ATPC) eingesetzt wurde, dann ab 1989 in Singapur und ab 1991 in Manila, wo er am 20. Dezember 1993 in Anerkennung seiner Verdienste zum Gesandtschaftsrat befördert wurde, sodann ab 1994 in Shanghai und ab 1995 in Jakarta. Ab 1998 leitete er die Handelsmission in Taipeh und wurde 2006 als Generalkonsul nach Mumbai versetzt. Schließlich wurde Pinto vom 11. März 2009 bis zum 8. November 2011 als Botschafter in Baku berufen.
| Vorgänger                       | Amt                                                | Nachfolger                                 |
| ------------------------------- | -------------------------------------------------- | ------------------------------------------ |
| —                               | brasilianischer Geschäftsträger in Libreville 1976 | João Luiz Areias Netto                     |
| Ronald Leslie Moraes Small      | Geschäftsträger in Maputo 1977                     | Ítalo Zappa                                |
| Fernando da Silva e Souza       | Geschäftsträger in Pretoria 1979 bis 1982          | André Mattoso Maia Amado                   |
| Ítalo Zappa                     | Geschäftsträger in Peking 1982 bis 1985            | Ítalo Zappa                                |
| Carlos Alberto Pereira Pinto    | Geschäftsträger in Kuala Lumpur 1986               | Sérgio Damasceno Vieira                    |
| Amaury Banhos Pôrto de Oliveira | Geschäftsträger in Singapur 1989                   | Ruy Antônio Neves Pinheiro de Vasconcellos |
| Joayrton Martins Cahú           | Geschäftsträger in Manila 1991                     | Antônio Carlos Coelho da Rocha             |
| André Guimarães                 | Geschäftsträger in Jakarta 1995                    | Jadiel Ferreira de Oliveira                |
| Cesário Melantonio Neto         | Botschafter in Baku 11. März 2009 bis 8. Nov. 2011 | Sérgio de Souza Fontes Arruda              |